# ALHCS Spartan FC
El ALHCS Spartans es un equipo de fútbol de Anguila que juega en la Liga de Fútbol de Anguila. Fue fundado en 1992 y comenzó a jugar en la liga desde la temporada 1998-1999 año en el que tuvo su mejor participación quedando en el 3.er puesto de la clasificación. Ha tenido regular participación en la liga, sin embargo, no ha logrado ganar el título y usualmente se mantiene alejado de las primeras posiciones.

## Historia
La temporada 2020 finalizó último lugar en la clasificación sin ninguna victoria, un empate y ocho derrotas, obteniendo 1 puntos. No logró clasificar a la Fase final.[cita requerida] No hay suficientes datos para asegurar que el ALHCS Spartans FC tenga relación con el Spartans International ganador de dos títulos del fútbol en Anguila y con el Spartans FC que compitió en las temporadas 2006-07, 2009-10 y 2010-11.
| Temporada | Posición |
| --------- | -------- |
| 1998-99   | 5.º      |
| 2000-01   | 5.º      |
| 2001-02   | 4.º      |
| 2007-08   | 6.º      |
| 2008-09   | ?        |
| 2012-13   | 6.º      |
| 2013-14   | ?        |
| 2014-15   | 5.º      |
| 2015-16   | 4.º      |
| 2016-17   | 5.º      |
| 2017-18   | 7.º      |
| 2020      | 10.º     |
| 2021      | 10.º     |
| 2022      | 9.º      |
| 2023      | 8.º      |